# Gemelliporidra belikina
Gemelliporidra belikina is een mosdiertjessoort uit de familie van de Hippaliosinidae. De wetenschappelijke naam van de soort is voor het eerst geldig gepubliceerd in 1984 door Winston.